# Maurice Courant

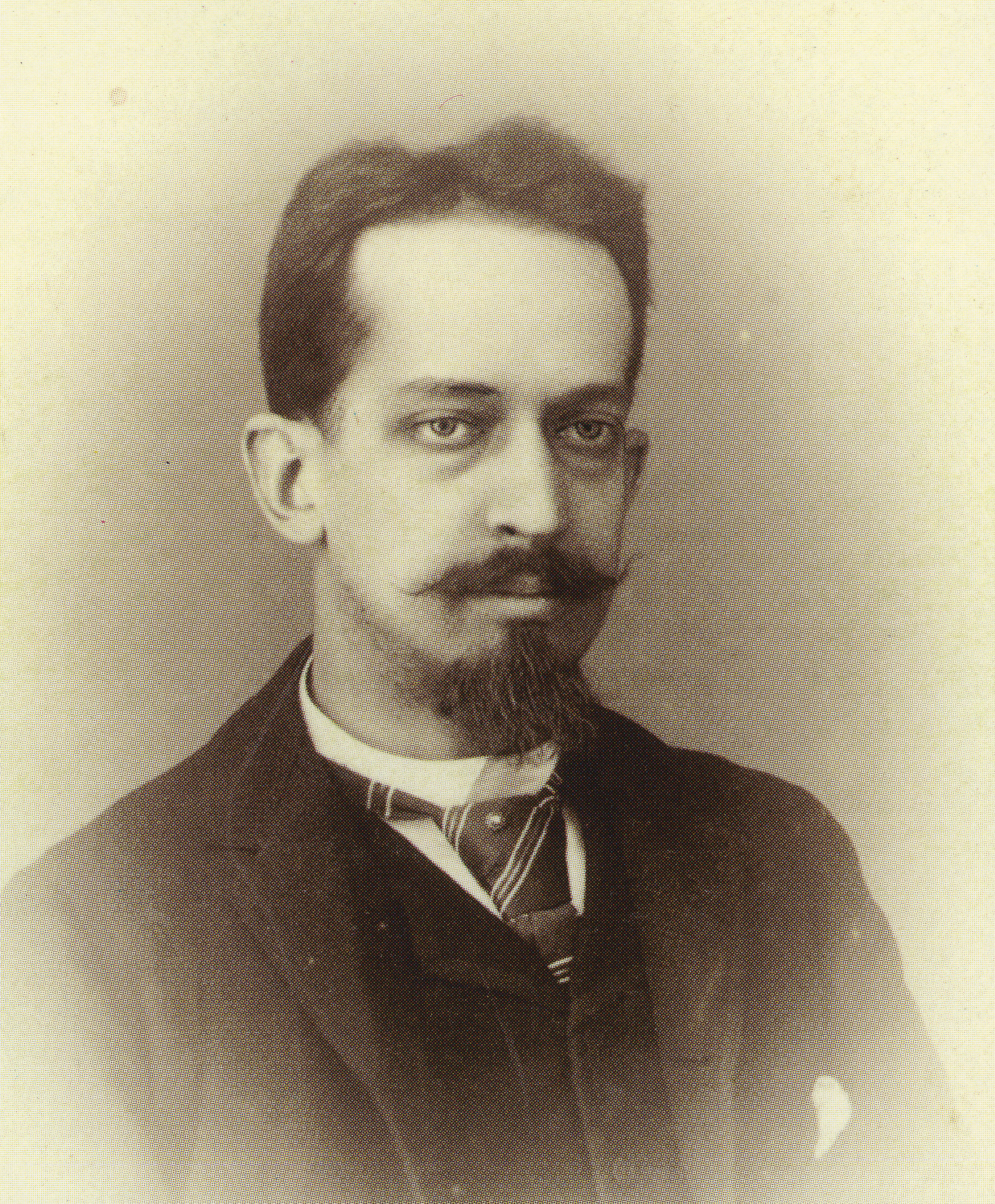
Maurice Courant

Maurice Auguste Louis Marie Courant (geb. 12. Oktober 1865 in Paris; gest. 18. August 1935 in Lyon) war ein französischer Orientalist, der als Begründer der Koreanistik in Frankreich und in Europa gilt. Er verfasste eine vierbändige Bibliographie der koreanischen Literatur und war Autor verschiedener Bücher über Ostasienkunde.

## Leben
Maurice Courant wurde 1865 in Paris geboren. Er studierte an der Universität von Paris und am Nationalen Institut für Orientalische Sprachen und Zivilisationen. Er arbeitete als Übersetzer aus dem Chinesischen an der französischen Botschaft in Peking und als Übersetzer aus dem Koreanischen an der französischen Botschaft in Seoul. Er war Professor an der Fakultät für Literatur in Lyon. Er starb 1935 in Lyon. 

## Publikationen
- La Cour de Péking, notes sur la constitution, la vie et le fonctionnement de cette cour, Paris, E. Leroux, 1891
- Bibliographie coréenne, Paris, E. Leroux, 1894–1901
- De la Lecture japonaise des textes contenant uniquement ou principalement des caractères idéographiques, Paris, Imprimerie nationale, 1897
- Notes sur les études coréennes et japonaises (1898 ?)
- Grammaire de la langue japonaise parlée, Paris, E. Leroux, 1899 imprimé par Tokyo Tsukiji Type Foundry, Tokyo, Japon
- Souvenir de Séoul, Corée, 1900
- En Chine : mœurs et institutions, hommes et faits, 1901 Digitalisat
- Supplément à la «Bibliographie coréenne», jusqu’en 1899, Paris, E. Leroux, 1901
- Catalogue des livres chinois, coréens, japonais, etc. de la Bibliothèque nationale. Paris: Leroux 1902–1912. 3 Bde.
- Les Clans japonais sous les Tokugawa (1904 ?)
- La Corée et les puissances étrangères, Paris, F. Alcan, 1904
- La langue chinoise parlée : grammaire du Kwan-hwa septentrional, Paris, Lyon, Ernest Leroux, A. Rey, 1914
- Maurice Courant, Asie centrale aux XVIIe et XVIIIe siècles : empire Kalmouk ou empire Mantchou?,[2] Lyon & Paris, A. Rey, imprimeur-éditeur, Librairie A. Picard & fils, 1912 (Dissertation, vorgelegt an der Fakultät für Literatur der Universität Lyon) Digitalisat